# Vasile Alecsandri

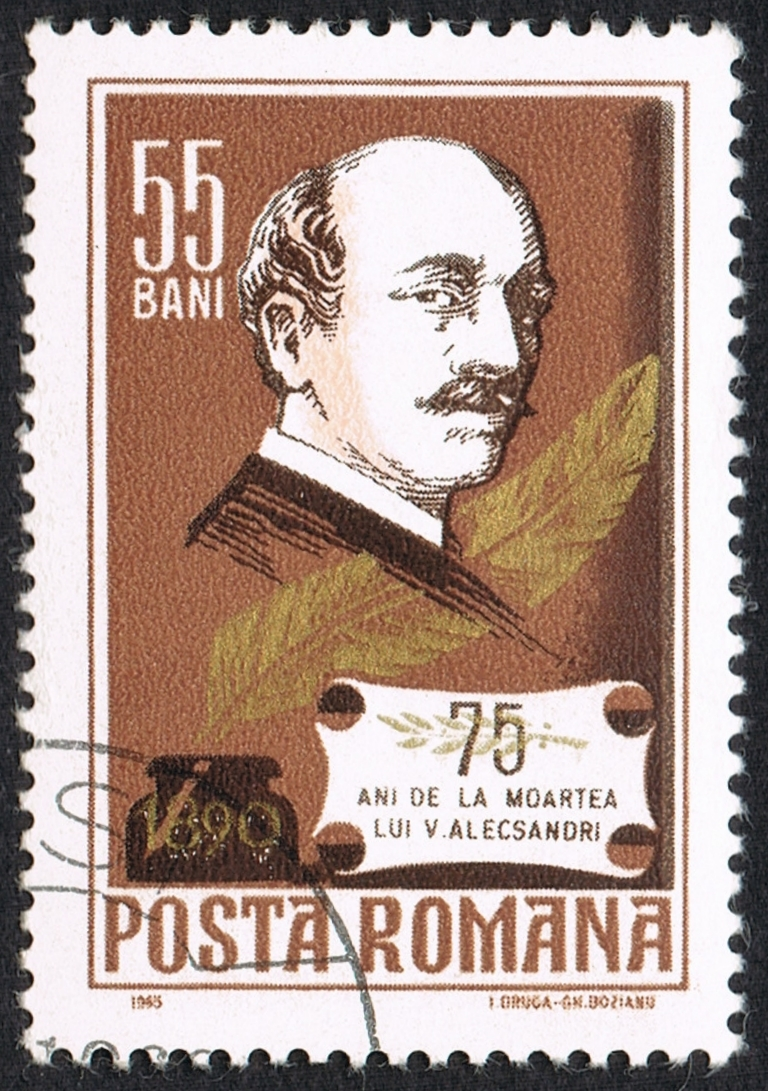
Selo romeno, Vasile Alecsandri, 1965.

Vasile Alecsandri (Bacău, 21 de julho de 1821 – Mirceşti, 22 de agosto de 1890) foi um poeta, dramaturgo, político e diplomata romeno. Coletou canções folclóricas romenas e foi um dos principais animadores do movimento do século XIX para a identidade cultural romena e união da Moldávia e Valáquia.

## Juventude
Alecsandri nasceu em Bacău, na Moldávia, em uma família de latifundiários. Seus pais eram Vasile Alecsandri e Elena Cozoni, e sua mãe era filha de um comerciante greco-romeno. Seus pais tiveram sete filhos, dos quais três sobreviveram: uma filha, Catinca, e dois filhos, Iancu - um futuro coronel do exército - e Vasile.
A família prosperou no lucrativo negócio do sal e no comércio de cereais. Em 1828, compraram uma grande propriedade em Mirceşti, um vilarejo perto do rio Siret. O jovem Vasile passou algum tempo lá estudando com um dedicado monge de Maramureş, Gherman Vida, e brincando com Vasile Porojan, um menino cigano que se tornou um amigo querido. Mais tarde os dois personagens iriam aparecer em sua obra.
Entre 1828 e 1834, estudou no 'pensionnat' de Victor Cuenim, uma escola de elite para meninos em Iaşi. Mudou-se para Paris em 1834, onde se interessou por química, medicina e direito, mas logo abandonou tudo em favor do que chamou de sua "paixão ao longo da vida", a literatura. Escreveu seus primeiros ensaios literários, em 1838, em francês, que aprendeu com perfeição durante a sua estadia em Paris. Depois de um breve regresso ao seu país, partiu novamente para a Europa ocidental visitando a Itália, Espanha, e o sul da França.

## Interesse romântico
Um ano depois, Alecsandri participou de uma festa comemorando o dia do nome de Costache Negri, um amigo da família. Ficou apaixonado pela irmã de Negri. Os vinte e um anos de idade e há pouco tempo divorciada, Elena Negri respondeu com entusiasmo às declarações de amor do jovem de vinte e quatro anos. Alecsandri começou a escrever poemas de amor até que uma doença súbita forçou Elena a viajar para Veneza. Ele encontrou com ela lá, onde compartilhavam dois tórridos meses.
Atravessaram a Áustria, Alemanha, e França. A doença no peito de Elena se agravou em Paris, e após um breve período na Itália, os dois embarcaram em um navio francês para voltar para casa em 25 de abril de 1847. A tragédia se abateu sobre o navio, quando Elena morreu nos braços de seu amado. Alecsandri canalizou seu pranto em um poema, "Steluţa" (Estrelinha). Mais tarde, dedicou-lhe sua coleção de poemas, "Lăcrimioare" (Pequenas Lágrimas).

## Envolvimento político
Em 1848, se tornou um dos líderes do  movimento revolucionário baseado em Iaşi. Escreveu um poema, muito lido na época, incitando o público a aderir à causa, "Către Români" (Para os romenos), mais tarde renomeado para "Deşteptarea României" (O Despertar da Romênia). Juntamente com Mihail Kogălniceanu e Costache Negri, escreveu um manifesto do movimento revolucionário na Moldávia, "Dorinţele partidei naţionale din Moldova" (Desejos do Partido Nacional da Moldávia).
Contudo, como a revolução fracassou, fugiu da Moldávia através da Transilvânia e da Áustria, indo até Paris, onde continuou a escrever poemas políticos.

## Realizações literárias
Depois de dois anos, retornou para uma encenação triunfal de sua nova comédia, "Chiriţa în Iaşi". Percorreu o interior da Moldávia, coletando, revisando, e organizando uma vasta gama de folclore romeno, que publicou em duas etapas, em 1852 e em 1853. Os poemas incluídos nestas duas coleções muito populares tornaram-se a pedra angular da identidade emergente romena, especialmente as baladas "Mioriţa", "Toma Alimoş", "Mânăstirea Argeşului", e "Novac şi Corbul". Seu volume de poesia original, "Doine şi Lăcrămioare", cimentou a sua reputação.
Amplamente reverenciado nos círculos culturais romenos, supervisionou a fundação da "România Literară", para a qual contribuíram escritores da Moldávia e da Valáquia. Foi um dos unionista mais atuantes, apoiando a união das duas províncias romenas, Moldávia e Valáquia. Em 1856, publicou no jornal de Mihail Kogălniceanu, o Steaua Dunării, o poema "Hora Unirii", que se tornou o hino do movimento de unificação.

## Novo interesse romântico

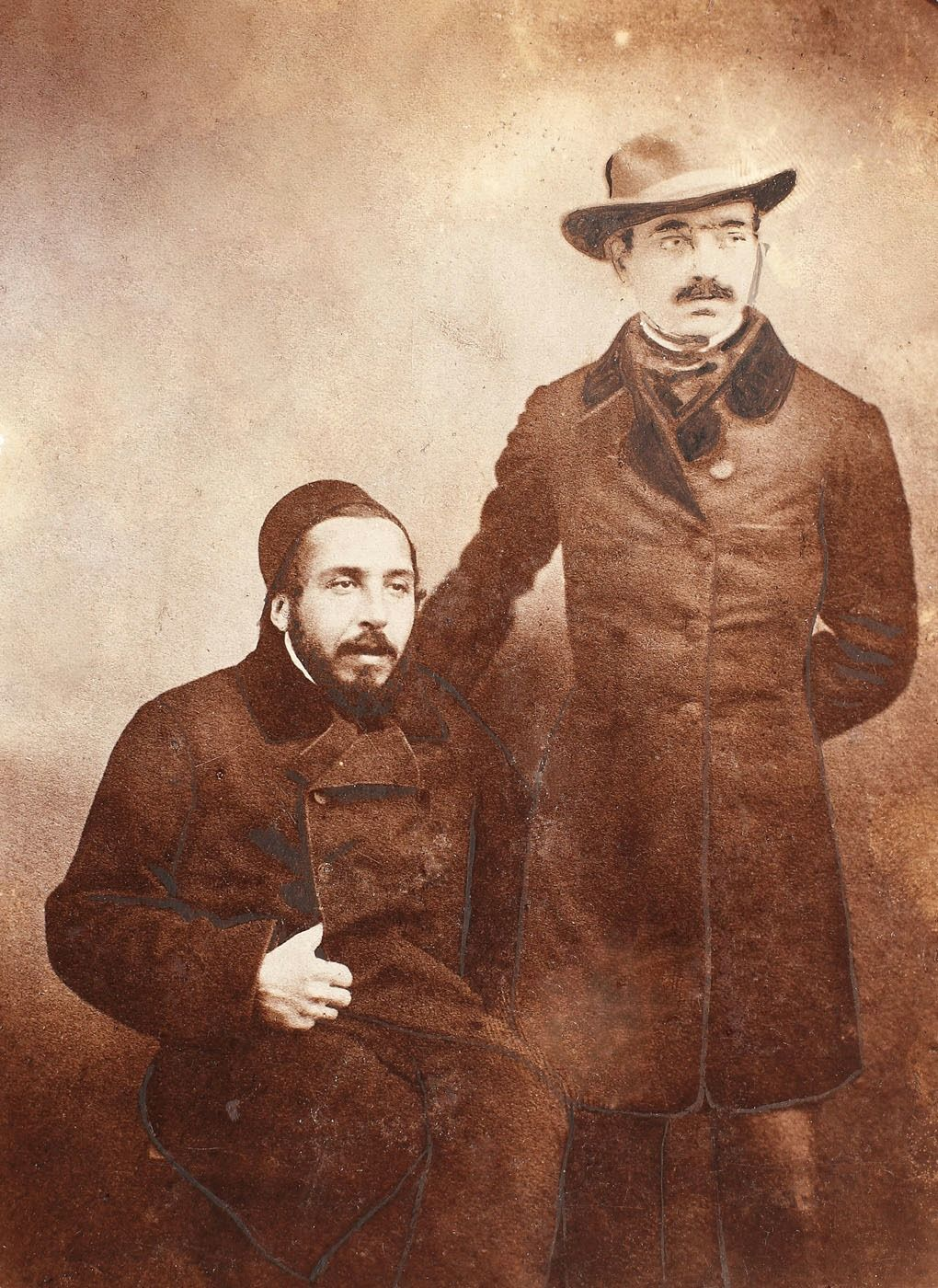
Ion Ghica (sentado) e Vasile Alecsandri, fotografados em Istambul (1855).

O final de 1855 viu Alecsandri perseguindo um novo interesse romântico, apesar das promessas feitas a Elena Negri em seu leito de morte. Aos trinta e cinco anos, o poeta de renome e agora figura pública apaixonou-se pela jovem Paulina Lucasievici, filha de um estalajadeiro. O romance se movia a uma velocidade relâmpago: passaram a morar juntos na casa de Alecsandri em Mirceşti e, em 1857, nasceu sua filha Maria.

## Realização política
Alecsandri achou satisfação no avanço das causas políticas que há muito defendia. As duas províncias romenas uniram-se e Alecsandri foi nomeado ministro das Relações Exteriores por Alexandru Ioan Cuza. Percorreu o Ocidente, pleiteando a alguns de seus amigos e conhecidos em Paris, o reconhecimento da recém-formada nação e o apoio ao seu surgimento na turbulenta região dos Balcãs.

## Retiro em Mirceşti
As visitas diplomáticas cansaram-no. Em 1860, estabeleceu-se em Mirceşti para o que seria o resto de sua vida. Casou-se com Paulina mais de uma década e meia depois, em 1876.
Entre 1862 e 1875, Alecsandri escreveu quarenta poemas líricos, incluindo "Miezul Iernii, "Serile la Mirceşti, "Iarna," "La Gura Sobei", "Oaspeţii Primăverii", e "Malul Siretului". Interessou-se também por poemas épicos, reunidos na coletânea "Legende", e dedicou uma série de poemas para os soldados que participaram da Guerra de Independência da Romênia.
Em 1879, o seu drama "Despot-Vodă" recebeu o prêmio da Academia Romena. Continuou a ser um escritor prolífico, terminando uma comédia fantástica, "Sânziana şi Pepelea," (1881) e dois dramas, "Fântâna Blanduziei" (1883) e "Ovidiu" (1884).
Em 1881, escreveu Trăiască Regele (Longa Vida ao Rei), que se tornou o hino nacional do Reino da Romênia até a abolição da monarquia em 1947.
Após sofrer muitos anos de câncer, Alecsandri morreu em 1890 em sua propriedade em Mirceşti.

## Leituras adicionais
- G. C. Nicolescu, "Viaţa lui Vasile Alecsandri" Bucareste, 1975